# Hegesias Peisithanatos
Hegesias (altgriechisch Ἡγησίας Hēgēsías, latinisiert Hegesias, mit dem Beinamen Peisithanatos „der zum Tod Überredende“) war ein antiker griechischer Philosoph. Er lebte im späten 4. und frühen 3. Jahrhundert v. Chr. und zählte zur Richtung der Kyrenaiker.
Seine Schriften sind verloren; erhalten sind lediglich einige Testimonien (antike Berichte über Leben und Lehre).

## Überlieferung
Die wichtigste Quelle ist der antike Philosophiehistoriker Diogenes Laertios, weitere Berichte findet man bei Cicero, Valerius Maximus, Plutarch und Epiphanius von Salamis.

## Leben
Die Lebensdaten Hegesias’ sind unbekannt. Da aber Cicero und Maximus Valerius immerhin berichten, dass seine Lehren von Ptolemaios I. (305–283 v. Chr.) verboten worden sein sollen, da sie zum Selbstmord verleiten würden, ist anzunehmen, dass er im 4. Jahrhundert v. Chr. geboren und im 3. gestorben ist. Aufgrund dieses Ereignisses hat Hegesias auch den Beinamen „Selbstmordprediger“ erhalten.
Möglicherweise war er Schüler des Kyrenaikers Paraibates.

## Lehre
Hegesias verfasste mindestens eine Schrift; ihr Titel lautete Apokarterṓn (Der Hungerselbstmörder). Die Schrift ist verloren, über ihren Inhalt berichtet Cicero: „Ein Mensch, der im Begriff ist, sich durch Verweigerung von Nahrung das Leben zu nehmen, wird von Fremden daran gehindert. Im Gegenzug zählt er ihnen die Unannehmlichkeiten des menschlichen Lebens auf.“
Hegesias stimmte in weiten Teilen mit der bereits von seinen Vorgängern vertretenen Lehre der Kyrenaiker überein. So ist auch für ihn die sinnliche Lust das höchste Gut und der körperliche Schmerz das größte Übel. Was ihn von den älteren Kyrenaikern unterschied, ist seine pessimistischere Grundposition, der zufolge Lust in gewünschtem Ausmaß nur sehr schwer zu erreichen sei. Einen ständigen Zustand der Glückseligkeit (eudaimonía) hielt er sogar für unmöglich. Der Eudaimonie stünden körperliche Leiden, woran auch die Seele leide, und Zufälle entgegen.
Ein Verständiger sei nicht – wie ältere Kyrenaiker behaupteten –, wer in der Lage ist, sich Lust zu verschaffen, sondern wer es versteht, Schmerzempfindungen zu vermeiden. Das Ziel (télos) sei, frei von körperlichen und seelischen Schmerzen zu leben. Um dieses Ziel zu erreichen, empfahl Hegesias, sich lustbewirkenden Dingen gegenüber gleichgültig zu zeigen. Der Pessimismus Hegesias’ zeigt sich in der Annahme, dass das Leben keinen Wert hätte, sondern dem Verständigen als wertneutral gelte. Dinge seien von Natur aus weder angenehm noch unangenehm. So können dieselben Dinge bei verschiedenen Menschen entgegengesetzte Empfindungen hervorrufen, je nachdem ob sie beispielsweise selten und fremdartig wirken oder bereits eine Übersättigung vorliegt.
Da dies für die Lustgewinnung irrelevant sei, sei es generell gleichgültig, ob man reich oder arm, ein Freier oder ein Sklave, adelig, berühmt oder namenlos sei. Dankbarkeit, Freundschaft und Wohltätigkeit hätten ebenfalls nur insofern einen Wert, als sie zum Lustgewinn beitragen. Der Verständige nehme sich selbst am wichtigsten, da man sich selbst Lust verschaffen muss, soviel einem andere auch nützen mögen.
Menschen, die Fehler begehen, solle man nicht hassen, sondern belehren, da sie dies nicht freiwillig täten, sondern unter dem Zwang äußerer Dinge.